# Заболотный, Иван Кириллович
Иван Кириллович Заболотный (1868—1912) — русский адвокат, член I Государственной думы от Подольской губернии.

## Биография
Православный, крестьянин села Чеботарёвка Ольгопольского уезда (ныне село Заболотное Крыжопольского района Винницкой области).
Окончил юридический факультет Киевского университета (1904). Во время учёбы волонтером участвовал в англо-бурской войне 1899—1902 годов на стороне буров.
Вернувшись в Россию, зарабатывал частными уроками. Состоял частным поверенным, затем — помощником присяжного поверенного в Житомире. Разработал собственный проект подводной лодки. В Киеве состоял под негласным надзором полиции из-за связи с партией социалистов-революционеров. Защищал интересы крестьян, высказывался за гражданское равноправие и развитие народного просвещения.
В 1906 году был избран в члены I Государственной думы от Подольской губернии съездом уполномоченных от волостей. Входил в Трудовую группу. Состоял членом аграрной комиссии. Подписал законопроект «О гражданском равенстве» и заявления об образовании Комиссии по незаконным действиям администрации и о необходимости образования местных аграрных комитетов.
Выступал об амнистии, ответном адресе, декларации Совета министров, по аграрному вопросу, о гражданском равенстве. Внес предложение о непосредственном предоставлении на утверждение императора законопроекта «Об отмене смертной казни», предлагал добавить в текст ответного адреса императору Николаю II просьбу о приостановке смертной казни.
Был арестован и лишен гражданских прав после роспуска думы.